# Conservatorio Profesional de Música Tomás de Torrejón y Velasco
El Conservatorio Profesional de Música Tomás de Torrejón y Velasco de Albacete es un centro público de enseñanza musical situado en la ciudad española de Albacete. Dependiente de la Consejería de Educación, Cultura y Deporte de la Junta de Comunidades de Castilla-La Mancha, imparte enseñanzas tanto elementales como profesionales de música. 
Es uno de los dos conservatorios profesionales de música que tienen su sede en la ciudad de Albacete, junto con el Real Conservatorio Profesional de Música y Danza de Albacete.

## Historia
El conservatorio fue creado el 29 de octubre de 1993 por el Ministerio de Educación a través del Real Decreto 1939/1993 y regulado por una orden de 3 de diciembre. De esta forma, se convirtió en el segundo conservatorio profesional de música de la ciudad, tras el Real Conservatorio Profesional de Música y Danza de Albacete, dependiente de la Diputación Provincial de Albacete, fundado en 1951.
En el 2000 lo asumió la Junta de Comunidades de Castilla-La Mancha con el traspaso de competencias en educación del Estado a la comunidad autónoma, año en el que adoptó la denominación de «Tomás de Torrejón y Velasco» en honor al ilustre compositor y organista albaceteño del período barroco activo en el virreinato del Perú. Con el paso de los años experimentó un gran crecimiento en especialidades, alumnos, profesores e instalaciones. En el curso académico 2002-2003 se culminó la implantación del currículo de Grado Medio LOGSE y se graduó la primera promoción de alumnos.

## Especialidades
En el conservatorio se imparten enseñanzas tanto elementales como profesionales. Actualmente se dan clases de las siguientes especialidades:
- Canto
- Clarinete
- Contrabajo
- Fagot
- Flauta travesera
- Guitarra
- Instrumentos de cuerda pulsada del Renacimiento y Barroco
- Oboe
- Percusión
- Piano
- Saxofón
- Trombón
- Trompa
- Trompeta
- Tuba
- Viola
- Violín
- Violonchelo

## Agrupaciones
El conservatorio posee orquesta y banda sinfónicas, formadas por sesenta y cinco alumnos cada una. Además, también cuenta con orquesta de cámara, orquesta de grado elemental, orquesta de cámara de profesores y grupo de percusión.